# Paul Adelstein
Paul Adelstein (Chicago, 29 aprile 1969) è un attore statunitense.
Noto per il ruolo di Paul Kellerman nella serie TV Prison Break e di Cooper Freedman in Private Practice e Grey's Anatomy. È inoltre apparso in piccole parti in serie come Brooklyn 99, Scrubs, Medium, Law & Order e ER (Episodio 8x17). Nel 2006 ha sposato l'attrice Liza Weil, nota per il ruolo di Paris Geller in Una mamma per amica, da cui ha avuto una figlia, Josephine Elizabeth nata il 20 aprile 2010. 
Ha interpretato anche diverse parti nel film Indiavolato con Brendan Fraser. Nelle scene di combattimento, in special modo durante Prison Break, Roderick Strong gli fa da controfigura.

## Filmografia

### Attore

#### Cinema
- Rischiose abitudini (The Grifters), regia di Stephen Frears (1990)
- Il matrimonio del mio migliore amico (My Best Friend's Wedding), regia di P. J. Hogan (1997) – non accreditato
- Peoria Babylon, regia di Steven Diller (1997)
- Indiavolato (Bedazzled), regia di Harold Ramis (2000)
- Prima ti sposo poi ti rovino (Intolerable Cruelty), regia di Joel ed Ethan Coen (2003)
- Lawrence Melm, regia di Steve Conrad (2004)
- Bandwagon, regia di Karri Bowman (2004)
- Collateral, regia di Michael Mann (2004)
- Be Cool, regia di F. Gary Gray (2005)
- Memorie di una geisha (Memoirs of a Geisha), regia di Rob Marshall (2005)
- Order Up, regia di Neil A. Stelzner – cortometraggio (2007)
- The Missing Person, regia di Noah Buschel (2009)
- Little Fish, Strange Pond, regia di Gregory Dark (2009)
- Happy Sushi, regia di Andy Green – cortometraggio (2010)
- Da tre a zero (Return to Zero), regia di Sean Hanish (2014)
- The Phenom, regia di Noah Buschel (2016)
- Mothers and Daughters, regia di Paul Duddridge e Nigel Levy (2016)
- Confessions of a Teenage Jesus Jerk, regia di Eric Stoltz (2017)
- The Menu, regia di Mark Mylod (2022)

#### Televisione
- Persone scomparse (Missing Persons) – serie TV, episodio 1x12 (1994)
- Cupid – serie TV, 10 episodi (1998-1999)
- Turks – serie TV, 9 episodi (1999)
- E.R. - Medici in prima linea (ER) – serie TV, episodi 6x09-8x17 (1999, 2002)
- Breaking News – serie TV, 5 episodi (2002)
- R.U.S./H., regia di Gary Fleder – film TV (2002)
- Hack – serie TV, 8 episodi (2003)
- Law & Order - Unità vittime speciali (Law & Order: Special Victims Unit) – serie TV, episodi 4x14-16x13 (2003, 2015)
- Partners and Crime, regia di Thomas Carter – film TV (2003)
- The Lyon's Den – serie TV, episodio 1x08 (2003)
- Senza traccia (Without a Trace) – serie TV, episodio 2x05 (2003)
- Century City – serie TV, episodio 1x08 (2004)
- Las Vegas – serie TV, episodio 2x11 (2004)
- Medium – serie TV, episodio 1x14 (2005)
- Prison Break – serie TV, 42 episodi (2005-2007, 2009, 2017)
- Nobody's Watching, regia di Gail Mancuso – film TV (2006)
- Scrubs - Medici ai primi ferri (Scrubs) – serie TV, episodio 5x21 (2006)
- Grey's Anatomy – serie TV, episodi 3x22-3x23 (2007)
- Private Practice – serie TV, 111 episodi (2007-2013)
- Bandwagon: The Series – serie TV, episodi 1x02-2x05 (2010-2011)
- The Flipside – serie TV, episodio 1x04 (2012)
- Mother's Day – episodio pilota (2013)
- Scandal – serie TV, 18 episodi (2013-2018)
- Girlfriends' Guide to Divorce – serie TV, 29 episodi (2014-2018)
- Chance – serie TV, 9 episodi (2016)
- Brooklyn Nine-Nine – serie TV, episodi 5x02-5x11-5x12 (2017-2018)
- Get Shorty – serie TV, 4 episodi (2017-2018)
- Imposters – serie TV, 4 episodi (2018)
- I Feel Bad – serie TV, 13 episodi (2018)
- Chicago P.D. – serie TV, 6 episodi (2019-2020)
- La fantastica signora Maisel (The Marvelous Mrs. Maisel) – serie TV, episodio 3x02 (2019)
- True Story, regia di Stephen Williams e Hanelle M. Culpepper – miniserie TV (2021)
- Cruel Summer – serie TV, 9 episodi (2023)
- Agatha All Along, regia di Jac Schaeffer, Rachel Goldberg e Gandja Monteiro – miniserie TV, puntate 6-8 (2024)

### Doppiatore
- Harvey Birdman, Attorney at Law – serie animata, episodio 3x02 (2005)
- American Dad! – serie animata, episodio 1x15 (2005)
- Land of the Lost, regia di Brad Silberling (2009)
- Glenn Martin - Dentista da strapazzo (Glenn Martin, DDS) – serie animata, episodio 2x16 (2010)

### Regista
- Private Practice – serie TV, episodi 4x18-5x17 (2010-2011)
- Imposters – serie TV, episodio 1x09 (2017)

## Doppiatori italiani
Nelle versioni in italiano delle opere in cui ha recitato, Paul Adelstein è stato doppiato da:
- Alessandro Quarta in Private Practice, Grey's Anatomy, Girlfriends' Guide to Divorce, Scandal, Chicago P. D., Monsters: The Lyle and Erik Menendez Story
- Enrico Di Troia in Be cool, Indiavolato
- Sergio Lucchetti in Prima ti sposo, poi ti rovino, True Story
- Teo Bellia in Prison Break, Scrubs - Medici ai primi ferri
- Alessandro Rossi in Memorie di una geisha
- Edoardo Siravo in Mothers and Daughters
- Alessio Cigliano in Da tre a zero
- Stefano Alessandroni in Brooklyn Nine-Nine
- Edoardo Nordio in La fantastica signora Maisel
- Francesco Bulckaen in I Feel Bad
- Simone D'Andrea in The Menu
- Giorgio Borghetti in Agatha All Along